# Katharina Dürr
Katharina Dürr (* 28. Juli 1989 in München) ist eine ehemalige deutsche Skirennläuferin. Die Tochter des ehemaligen Skirennläufers Peter Dürr war ebenso wie ihre jüngere Schwester Lena Mitglied des SV Germering und gehörte dem Kader des DSV an. Sie war vor allem in der Disziplin Slalom erfolgreich.

## Biografie
Im November 2004 bestritt Dürr ihre ersten FIS-Rennen, ein Jahr später stand sie erstmals im Europacup im Einsatz. Bei den Juniorenweltmeisterschaften 2007 in Flachau gewann sie die Silbermedaille im Slalom. Am 29. Dezember 2007 fuhr Dürr gleich bei ihrem ersten Einsatz im Weltcup in die Punkteränge, als sie 26. des Slaloms in Lienz wurde. Eine Woche später erreichte sie in Špindlerův Mlýn Platz 11. In der Saison 2008/09 konnte sie aber nur einmal als 23. im Slalom von Semmering punkten. 
Am 14. November 2009 erreichte Dürr als Siebte beim Slalom im finnischen Levi ihr erstes Top-10-Resultat im Weltcup und erfüllte damit die Olympianorm des DOSB für die Olympischen Winterspiele in Vancouver. Das beste Weltcupergebnis ihrer Karriere gelang ihr am 12. Januar 2010 mit Platz fünf im Slalom von Flachau. In einer internen Ausscheidung in Kanada, für die sie die Teilnahme an der Olympischen Superkombination abgesagt hatte, verlor sie gegen Fanny Chmelar und Christina Geiger und war daher nur Ersatz für den Olympischen Slalom am 27. Februar 2010. Am 24. März 2010 wurde sie Deutsche Meisterin in der Super-Kombination. Bei den Weltmeisterschaften 2011 in Garmisch-Partenkirchen belegte Dürr Platz 23 im Slalom, während sie im Weltcup in der Saison 2010/11 fünfmal unter die schnellsten 13 fuhr.
In der folgenden Saison 2011/12 konnte Dürr nicht an diese Leistungen anknüpfen und verlor ihren Platz in der vorderen Startgruppe bei Weltcup-Rennen. Vor Beginn der Saison 2012/13 wurde ihr die finanzielle Unterstützung des Verbandes entzogen, woraufhin sie die Saisonvorbereitung auf eigene Kosten bestreiten musste. Nachdem sie in der Saison 2013/14 in keinem einzigen Weltcuprennen gestartet war, gab sie am 26. April 2014 ihren Rücktritt bekannt.

## Erfolge

### Weltmeisterschaften
- Garmisch-Partenkirchen 2011: 23. Slalom

### Juniorenweltmeisterschaften
- Flachau 2007: 2. Slalom
- Garmisch-Partenkirchen 2009: 7. Slalom

### Weltcup
- 4 Platzierungen unter den besten 10

### Europacup
- Saison 2007/08: 3. Slalomwertung
- 8 Podestplätze, davon 6 Siege:

| Datum             | Ort           | Land        | Disziplin     |
| ----------------- | ------------- | ----------- | ------------- |
| 10. November 2007 | Neuss         | Deutschland | Indoor-Slalom |
| 11. Dezember 2007 | Zoldo Alto    | Italien     | Slalom        |
| 5. November 2008  | Amnéville     | Frankreich  | Indoor-Slalom |
| 7. November 2008  | Neuss         | Deutschland | Indoor-Slalom |
| 9. Januar 2011    | St. Sebastian | Österreich  | Slalom        |
| 17. Januar 2011   | Tarvis        | Italien     | Slalom        |

### Weitere Erfolge
- Deutsche Meisterin in der Super-Kombination 2010
- 4 Siege in FIS-Rennen